# مسجد ابن شفيع
مسجد ابن شفيع أو الجامع العتيق هو أقدم مسجد بمدينة سرت الليبية ويعتبر من أبرز المعالم التاريخية بالمدينة. أنشئ سنة 1880 مـ وعرف بهذا الاسم نسبة إلى محمد علي بن أحمد الشفيع السناري الذي تولى إمامته حتى تاريخ وفاته. أنشئ في عهد الباشا عمر المنتصر الذي عين قائما مقام لمدينة سرت من قبل الباشا العثماني سنة 1879.

## تاريخ المسجد
يقع المسجد وسط مدينة سرت القديمة بجوار مصرف الوحدة الرئيسي بالمدينة ويبعد عن البحر بأقل من 500 متر. تم بناء هذا المسجد من مواد طبيعية من الطين والحجر والجريد وجذوع النخل.
في سنة 1930 تم توسعة الجامع ببناء الصحن ومجموعة من الخلوات أي الغرف المحيطة به كما بنى بيت ملاصق للمسجد لسكن الإمام أبتداء من عام 1930إلى 1935 مـ وهي السنة التي أضيفت فيها المئذنة. في عام 1964 مـ أجريت عملية صيانة أزيل من خلالها صقف صحن المسجد الذي كان من الجريد وجذوع النخل وأُستبدال بألواح خشبية. أستغرقت أعمال بناء الجامع وحفر البئر 10 سنوات حيث إنتهت في العام 1890 تحت إشراف «الاسطى حسين» الذي توفي لاحقا ودفن في مقبرة قريبة من المسجد وسميت المقبرة بإسمه.
تناوب على إمامة المسجد وتحفيظ القرآن الكريم والوعظ والإرشاد والإفتاء عدد من المشائخ كان أولهم الشيخ محمد بن شفيع الذي قدم من منطقة الجفرة وكلف بإمامة الجامع وأقام فيه حتى وفاته عام 1935 حيث دفن فيه وعرف بأسمه حتى يومنا هذا. كما كان المسجد أخر الزوايا السنوسية غربا من ناحية الساحل بعد تكوين حكومة أجدابيا بدايات القرن العشرين. تعرضت مئذنته لأضرار بسبب الحرب على تنظيم داعش في سرت في أغسطس 2016 وأعيد ترميمه لاحقا.